# Hosszúfarkú paradicsomvida
A hosszúfarkú paradicsomvida (Vidua togoensis) a madarak osztályának verébalakúak (Passeriformes) rendjébe, azon belül a vidafélék (Viduidae) családjába tartozó faj.

## Rendszerezése
A fajt Augustus Radcliffe Grote írta le 1923-ban, a Steganura nembe Steganura paradisaea togoensis néven.

## Előfordulása
Benin, Kamerun, Csád, Elefántcsontpart, Ghána, Guinea, Libéria, Mali, Sierra Leone és Togo területén honos. A természetes élőhelye szubtrópusi és trópusi síkvidéki esőerdők, valamint szántóföldek és legelők.

## Megjelenése
Testhossza 12,5 centiméter, a hím hosszú farkával a 40-43 centimétert is elérheti.